# 一氏義良
一氏 義良（いちうじ よしなが、1888年6月11日 - 1952年2月21日）は、日本の美術評論家。
島根県八束郡東出雲町(現・松江市)揖屋に生まれる。1913年早稲田大学英文科を卒業。1921年ヨーロッパに遊学、1926年再留学。イギリスの大英博物館図書室で読んだ本に感銘を受ける。帰国後は、海外の美術や現在の動向、とくに古代エジプト美術の紹介に努めた。1928年帝国美術学校、1941年北京芸術大学教授。
雑誌『中央美術』を創刊して編集に携わり、また、平凡社の百科事典や世界美術全集の編集にも関わった。中国に赴いて研究を深め、『支那美術史』を著した。教授の末田利一や石塚太喜治の下で中華民国国立北京芸術専科学校（現中国中央美術学院）の講師をしていた。

## 著書
- 『現代美術の見方』 泰山房 1917年
- 『世界文化史物語』 誠文堂、1924年
- 『立体派 未来派 表現派』 アルス、1924年5月
- 『原始及古代の文化』 アルス『世界文化史大系 第1巻』、1926年
- 『エジプトの芸術』 アルス、1927年1月
- 『美術の現実を語る』 綜合美術研究所 1937年
- 『支那美術史』上巻、大阪屋号書店、1943年8月
- 『一氏義良』「美術批評家著作選集 第1巻」ゆまに書房、2010年

復刻版・五十殿利治編。「現代美術の見方」抄、「美術の現実を語る」抄
他に「新しき『造型』についての一考察」（アトリエ 1925年7月）を収録